# Oosterbant
De Oosterbant of Oostervant (pagus Ostrebantinsis) was een Frankische gouw, gelegen tussen de steden Dowaai en Kamerijk, in West-Francië (Frankrijk).  De hoofdstad was Bouchain (Nederlands: Boesem).  Oorspronkelijk moeten er in het oude Frankische centrum vier landstreken geweest zijn, aangeduid met de vier windrichtingen.  Alleen de naam Ostergo, Austrachia of Ostrevant is bewaard gebleven. In de middeleeuwen werd de streek vaak gebruikt als leengoed van het graafschap Henegouwen.

## Geografie
Het grondgebied bevindt zich vandaag grotendeels in het Franse Noorderdepartement; een klein deel ligt in het departement Pas-de-Calais.  Het had met zekerheid als oostelijke grenzen de Schelde en de Skarpe.  Mogelijk werd de westelijke grens met het Kamerijkse gevormd door het waterloopje de Naville Tortue, dat zich stroomopwaarts van Bouchain in de Schelde stort; twee dorpen langs de Naville heten immers Marcq-en-Ostrevant en Marquette-en-Ostrevant, een naam die we als 'grens' (van het Germaans 'marka') mogen vertalen.  Toch werd later waarschijnlijk de Sensée als werkelijke grens beschouwd.
De volgende plaatsen worden in historische bronnen aangegeven zijnde gelegen in Oosterbant : Bouchain, vanaf 880 zetel van het graafschap Oosterbant, Abscon, Aniche, Anzin, Bruille-Saint-Amand, Dowaai, Émerchicourt, Erchin, Escaudain, Estrées, Férin, Gouy-sous-Bellonne, Guesnain, Hamel, Hasnon, Hélesmes, Hérin, Hornaing, Lambres-lez-Douai, Lourches, Marchiennes, Mastaing,  Noyelles-sous-Bellonne, Rieulay, Rœulx, Sailly-en-Ostrevent, Somain, Wallers, Hamage, en Wavrechain-sous-Denain, 
De Franse naam  Ostrevent wordt nu nog gebruikt voor een klein gebied bij Dowaai, de Communauté de communes Cœur d'Ostrevent.  Ook enkele gemeentenamen verwijzen er nog naar: Marcq-en-Ostrevent, Marquette-en-Ostrevant,  Montigny-en-Ostrevent en Sailly-en-Ostrevent.
In de 10e eeuw veroverde Arnulf I van Vlaanderen de Oosterbant en breidde het graafschap Vlaanderen uit tot aan de Somme. Het gebied kwam in bezit van de graven van Valenciennes, en zo bij het graafschap Henegouwen, deels ook bij het graafschap Vlaanderen.  Willem van Oostervant, graaf van Holland en Henegouwen, was ook graaf van Oostervant (of Oosterbant). In april 1433 deed Jacoba van Beieren afstand van haar titels van gravin van Holland, Zeeland en Henegouwen en verpandde dit aan Filips III van Bourgondië, deze gaf haar de titel en vruchtgebruik van het 'Graafschap Oostervant' er voor terug.